# Perilitus eleodis
Perilitus eleodis är en stekelart som beskrevs av Henry Lorenz Viereck 1913. Perilitus eleodis ingår i släktet Perilitus och familjen bracksteklar. Inga underarter finns listade i Catalogue of Life.